# Holland tartományok listája

Ez a lista Hollandia tartományait sorolja fel táblázatos formában néhány további adattal kiegészítve.
| Tartomány     | Zászló                | Címer                         | Főváros          | Legnagyobb város | Királyi biztos        | Terület  | Népesség  | Népsűrűség |
| ------------- | --------------------- | ----------------------------- | ---------------- | ---------------- | --------------------- | -------- | --------- | ---------- |
| Drenthe       | Flag of Drenthe       | Coat of arms of Drenthe       | Assen            | Assen            | Jetta Klijnsma (PvdA) | 2680 km² | 489 077   | 182/km²    |
| Flevoland     | Flag of Flevoland     | Coat of arms of Flevoland     | Lelystad         | Almere           | Leen Verbeek (PvdA)   | 2412 km² | 399 673   | 166/km²    |
| Frízföld      | Flag of Friesland     | Coat of arms of Friesland     | Leeuwarden       | Leeuwarden       | Arno Brok (VVD)       | 5749 km² | 646 354   | 112/km²    |
| Gelderland    | Flag of Gelderland    | Coat of arms of Gelderland    | Arnhem           | Nijmegen         | John Berends (CDA)    | 5136 km² | 2 019 296 | 393/km²    |
| Groningen     | Flag of Groningen     | Coat of arms of Groningen     | Groningen        | Groningen        | René Paas (CDA)       | 2960 km² | 582 846   | 197/km²    |
| Limburg       | Flag of Limburg       | Coat of arms of Limburg       | Maastricht       | Maastricht       | Theo Bovens (CDA)     | 2209 km² | 1 121 021 | 508/km²    |
| Észak-Brabant | Flag of North Brabant | Coat of arms of North Brabant | ’s-Hertogenbosch | Eindhoven        | Wim van de Donk (CDA) | 5082 km² | 2 479 045 | 488/km²    |
| Észak-Holland | Flag of North Holland | Coat of arms of North Holland | Haarlem          | Amszterdam       | Arthur van Dijk (VVD) | 4091 km² | 2 739 032 | 670/km²    |
| Overijssel    | Flag of Overijssel    | Coat of arms of Overijssel    | Zwolle           | Enschede         | Andries Heidema (CU)  | 3421 km² | 1 139 635 | 333/km²    |
| Dél-Holland   | Flag of South Holland | Coat of arms of South Holland | Hága             | Rotterdam        | Jaap Smit (CDA)       | 3419 km² | 3 575 451 | 1046/km²   |
| Utrecht       | Flag of Utrecht       | Coat of arms of Utrecht       | Utrecht          | Utrecht          | Hans Oosters (PvdA)   | 1449 km² | 1 252 233 | 864/km²    |
| Zeeland       | Flag of Zeeland       | Coat of arms of Zeeland       | Middelburg       | Middelburg       | Han Polman (D66)      | 2933 km² | 380 783   | 130/km²    |

## Külbirtokok
| Zászló                 | Címer                          | Special municipality          | Főváros    | Lieutenant Governor              | Terület(km²) | Népesség | Népsűrűség (per km²) |
| ---------------------- | ------------------------------ | ----------------------------- | ---------- | -------------------------------- | ------------ | -------- | -------------------- |
| Flag of Bonaire        | Coat of arms of Bonaire        | Bonaire (Papiamento: Boneiru) | Kralendijk | Edison Rijna                     | 294          | 15 414   | 52                   |
| Flag of Sint Eustatius | Coat of arms of Sint Eustatius | Sint Eustatius                | Oranjestad | Marcolino Franco (kormánybiztos) | 21           | 3 300    | 157                  |
| Flag of Saba           | Coat of arms of Saba           | Saba                          | The Bottom | Jonathan Johnson                 | 13           | 2 000    | 154                  |